# Скульський Володимир Маркович
Володимир Маркович Скульський (4 вересня 1909, село Стадниця, тепер Вінницького району Вінницької області — ?) — український радянський діяч, заступник голови Держплану УРСР, заступник голови Дрогобицького облвиконкому. Депутат Дрогобицької обласної ради 2—3-го скликань.

## Життєпис
У 1932 році закінчив Київський агроінженерний інститут цукрової промисловості.
У 1932—1933 роках — завідувач відділу першого приморського бурякорадгоспу Далекосхідного краю.
У 1933—1938 роках — старший агроном Дружківської машинно-тракторної станції (МТС) Донецької області. Обирався членом президії Центрального комітету профспілки МТС Півдня.
У 1938—1939 роках — начальник сектору сільського господарства Державної планової комісії (Держплану) Української РСР. З травня 1939 по травень 1941 року — заступник голови Держплану Української РСР по сільському господарству.
Член ВКП(б) з 1940 року.
У травні 1941 року призначений завідувачем сортової ділянки в Ізмаїльській області.
З липня 1941 до 1946 року — в Червоній армії, учасник німецько-радянської війни. Військову службу розпочинав у 46-му стрілецькому полку 289-ї стрілецької дивізії. Потім служив помічником начальника штабу із топографічної служби та офіцером розвідки 274-го гвардійського легкого артилерійського полку 23-ї (198-ї) гвардійської легкої артилерійської бригади 5-ї артилерійської дивізії 4-го артилерійського корпусу Резерву головного командування. Воював на Південно-Західному, Сталінградському, Центральному, 1-му Білоруському фронтах.
15 листопада 1947 — 20 вересня 1952 року — заступник голови виконавчого комітету Дрогобицької обласної ради депутатів трудящих.
На 1954 — вересень 1965 року — завідувач сільськогосподарського відділу Волинського обласного комітету КПУ.
Подальша доля невідома. На 1985 рік — персональний пенсіонер.

## Звання
- гвардії старший лейтенант
- гвардії капітан

## Нагороди
- орден Вітчизняної війни І ст. (14.07.1944)
- три ордени Вітчизняної війни ІІ ст. (14.11.1943, 7.06.1945, 6.04.1985)
- два ордени Трудового Червоного Прапора (30.12.1935, 26.02.1958)
- орден Червоної Зірки (3.04.1945)
- медаль «За оборону Сталінграда»
- медаль «За визволення Варшави»
- медаль «За взяття Берліна»
- медаль «За перемогу над Німеччиною у Великій Вітчизняній війні 1941—1945 рр.»
- медалі